# Abraham Bouré
Pour les articles homonymes, voir Bouré.
Abraham Bouré est un homme politique guinéen.
Il est président du rassemblement guinéen pour l'unité et le développement et membre du RPG Arc-en-ciel.

## Parcours politique
Dans les années 2000, Abraham Bouré est le secrétaire général de l'Union des pays du fleuve Mano, qui comprend la Guinée, le Liberia et la Sierra Leone.
En 2010, il est le candidat du Rassemblement guinéen pour l'unité et le développement (RGUD) lors de l’élection présidentielle. Il est éliminé dès le premier tour.
En 2020, il participe aux élections législatives. Sa liste obtient 0,19 % des voix, occupe la 28e place et ne recueille aucun siège.